# Lucainena (Alcolea)
Lucainena es una pedanía perteneciente al municipio de Alcolea en la provincia de Almería, España. Limita con la provincia de Granada.

## Geografía física

### Ubicación
Se encuentra en la parte suroeste del término municipal, colindando con la provincia de Granada. Está situado a 9'7 km de la capital municipal, y a tan solo 4'6 kilómetros de Cherín. 

## Historia
La pedanía perteneció al término municipal de Darrícal, hasta que en 1997 este municipio fue anexado al de Alcolea, pasando a formar también del mismo.

## Geografía humana

### Demografía
| Gráfica de evolución demográfica de Llanos de Vícar entre 2000 y 2022 |
|                                                                       |
| [ 2 ]                                                                 |

### Comunicaciones

#### Carreteras
Se accede a través de  AL 6400  desde el sur por Darrícal. También es posible llegar por la  A348  desde Alcolea y la  A 348a  desde Cherín.
Algunas distancias entre Lucainena y otras ciudades:
| Ciudades | Distancia (km) |
| -------- | -------------- |
| Berja    | 23             |
| Almería  | 83             |
| Granada  | 115            |
| Jaén     | 173            |
| Murcia   | 284            |